# Американская башкирская кудрявая лошадь
Американская башкирская кудрявая (англ. American Bashkir Curly) или Североамериканская кудрявая лошадь (англ. North American Curly Horse) — порода кудрявых лошадей родом из США. Её происхождение неизвестно, но её присутствие обнаруживается в США с 1800-х годов. Отбор породы начался в конце XIX века в штате Невада.
Порода не имеет отношения к башкирским, локайским или любым другим азиатским породам, которые также могут быть кудрявыми, и генетически родственна американским лошадям иберийской породы.